# Robert Shaw (aktor)
Robert Archibald Shaw (ur. 9 sierpnia 1927 w Westhoughton, zm. 28 sierpnia 1978 w Tourmakeady) – brytyjski aktor filmowy; a także pisarz i scenarzysta. Był nominowany do Oscara za drugoplanową rolę w filmie Oto jest głowa zdrajcy (1966; reż. Fred Zinnemann). Był odtwórcą roli Quinta, łowcy rekinów w Szczękach (1975).

## Dzieciństwo i młodość
Shaw urodził się i spędził pierwsze 7 lat życia w Westhoughton w hrabstwie Lancashire. Jego ojciec Thomas Shaw był lekarzem, matka Doreen  (urodzona w afrykańskim Suazi) pielęgniarką. Miał 3 siostry i brata. W 1934 cała rodzina przeprowadziła się do portowego miasteczka Stromness w archipelagu Orkadów. Gdy miał 12 lat jego ojciec, od dawna zmagający się z alkoholizmem, popełnił samobójstwo. Po jego śmierci rodzina przeniosła się do Kornwalii. Od wczesnego dzieciństwa zafascynowany był teatrem i aktorstwem. Ukończył Królewską Akademię Sztuki Dramatycznej w Londynie.

## Aktorstwo
W teatrze zadebiutował w 1952 na West Endzie w Embassy Theatre. W latach 50 stał się gwiazdą brytyjskiej telewizji po roli w serialu The Buccaneers (1956-57). Jednak prawdziwą sławę zawdzięcza karierze filmowej. Pierwszą rolą, którą zwrócił na siebie uwagę był Grant, przeciwnik Jamesa Bonda w filmie Pozdrowienia z Rosji (1963). Największą popularność i uznanie przyniosła mu rola szalonego łowcy rekinów Quinta w legendarnym filmie Szczęki (1975) Stevena Spielberga. W słynnym  Żądle (1973) George’a Roya Hilla zagrał gangstera Doyle’a Lonnegana sprytnie oszukanego przez Henry’ego Gondorffa i Johnny’ego Hookera (w tych rolach Paul Newman i Robert Redford). W filmie Powrót Robin Hooda (1976) zagrał szeryfa Nottingham, partnerując na ekranie Seanowi Connery’emu i Audrey Hepburn. Z kolei w thrillerze Długi postój na Park Avenue (1974) wciela się w postać „Pana Niebieskiego” („Mr Blue”), przywódce grupy przestępców, którzy porywają kolejkę nowojorskiego metra. W 1967 za rolę młodego króla Henryk VIII w filmie Oto jest głowa zdrajcy (1966) otrzymał jedyną w karierze nominację do Oscara. Inne znaczące tytuły w jego filmografii to m.in. popularne filmy wojenne: Bitwa o Ardeny (1965), Bitwa o Anglię (1969) i Komandosi z Navarony (1978) oraz filmy przygodowe: Królewskie polowanie na słońce (1969), Załoga kapitana Lyncha (1976), Głębia (1977).
Obok ról w filmach regularnie występował w teatrach w Wielkiej Brytanii; a także na nowojorskim Broadwayu w Stanach Zjednoczonych. Wybitne role teatralne stworzył m.in. w sztukach: Stare czasy i Dozorca; obie wg Harolda Pintera czy Fizycy wg Friedricha Dürrenmatta w reżyserii Petera Brooka.

## Pisarstwo
Robert Shaw dał się także poznać jako znakomity pisarz, dramaturg i scenarzysta. Jego pierwsza powieść pt. The Hiding Place została wydana w 1960, następna pt. The Sun Doctor wydana w 1961 przyniosła mu nagrodę Hawthorndena (jedna z najważniejszych nagród w Wielkiej Brytanii). W latach 1965–69 napisał trylogię na którą składają się powieści: The Flag (1965, tłum. Flaga), The Man in the Glass Booth (1967, tłum. Człowiek w szklanej kabinie) i A Card from Morocco (1969, tłum. Karta z Maroka). Drugą z nich w 1968 zaadaptowano na sztukę teatralną, a w 1975 reżyser Arthur Hiller przeniósł ją na ekran i zrealizował film pt. Człowiek w szklanej kabinie z Maximilianem Schellem w roli głównej (Schell otrzymał wówczas nominację do Oscara). Również pierwsza powieść Shawa (The Hiding Place) została przeniesiona na ekran. W 1965 zrealizowano film pt. Sytuacja beznadziejna... ale niezbyt poważna, w którym zagrali: Alec Guinness, Robert Redford i Mike Connors. Ostatnim literackim dziełem aktora była sztuka pt. Cato Street, którą po raz pierwszy wystawiono w listopadzie 1971 w londyńskim teatrze Young Vic z udziałem: Vanessy Redgrave i Boba Hoskinsa. Był także autorem scenariusza do filmu w reżyserii Josepha Loseya Sylwetki na horyzoncie (1970), w którym sam zagrał główną rolę.
Żadnej z powieści Roberta Shawa nigdy nie wydano w Polsce.

## Śmierć
Aktorską karierę przerwała niespodziewana śmierć. Robert Shaw zmarł nagle na zawał serca. Wracając z Castlebar, zasłabł podczas jazdy samochodem niedaleko swojego domu w Tourmakeady. Zdążył zatrzymać auto i wysiąść, po czym upadł na ziemię. Chwilę później zmarł. Miał 51 lat. Przez większość swojego życia, podobnie jak jego ojciec walczył z alkoholizmem. W ostatnich latach intensywnie pracował nad kolejnymi rolami. Zmarł tuż po zakończeniu zdjęć do swojego najnowszego filmu pt. Ekspres pod lawiną. Kilka tygodni wcześniej reżyser tego filmu Mark Robson również zmarł nagle na zawał. Ciało Roberta Shawa poddano kremacji, a prochy zostały rozsypane wokół jego domu. W sierpniu 2008 w 30. rocznicę śmierci aktora odsłonięto tam kamienny pomnik ku jego pamięci.

## Życie prywatne
Był trzykrotnie żonaty, miał dziewięcioro dzieci. Pierwsze małżeństwo z Jennifer Bourke przetrwało 11 lat i zakończyło się rozwodem w 1963. Aktor miał z tego związku cztery córki. Drugą żoną Shawa była aktorka Mary Ure, która zmarła w 1975 w niejasnych okolicznościach. Mieli dwóch synów i dwie córki. Trzecie małżeństwo zawarł w 1976 z Virginią Jansen, z którą miał syna.

## Najważniejsze filmy

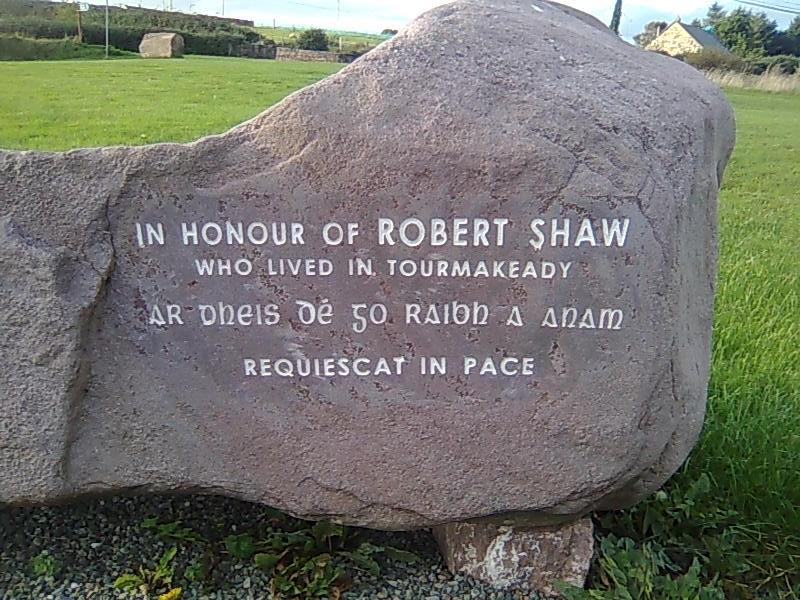
Kamienny obelisk w Tourmakeady poświęcony pamięci aktora

- Szajka z Lawendowego Wzgórza (1951) jako chemik w policyjnym laboratorium (filmowy debiut)
- Nocny nalot (1955) jako sierżant John Pulford
- Wzgórze w Korei (1956) jako kapral Hodge
- Dozorca (1963) jako Aston
- Pozdrowienia z Rosji (1963) jako Donald „Red” Grant
- Hamlet (1964) jako król Danii Klaudiusz
- Bitwa o Ardeny (1965) jako płk. Martin Hessler
- Oto jest głowa zdrajcy (1966) jako król Henryk VIII
- Generał Custer (1967) jako gen. George Custer
- Przyjęcie urodzinowe (1968) jako Stanley Webber
- Królewskie polowanie na słońce (1969) jako Francisco Pizarro
- Bitwa o Anglię (1969) jako major Skipper
- Sylwetki na horyzoncie (1970) jako MacConnachie
- Miasto zwane piekłem (1971) jako pastor
- Młody Winston (1972) jako lord Randolph Churchill
- Najemnik (1973) jako Steven Ladbetter
- Żądło (1973) jako Doyle Lonnegan
- Podróż Sindbada do Złotej Krainy (1974) jako Wyrocznia wszelkiej wiedzy
- Długi postój na Park Avenue (1974) jako Bernard Ryder „Mr. Blue”
- Diamenty (1975) jako Charles Hodgson/Earl Hodgson
- Sędzia i jego kat (1975; znany także pt. Koniec gry) jako Richard Gastmann
- Szczęki (1975) jako Quint
- Załoga kapitana Lyncha (1976) jako kapitan Ned Lynch
- Powrót Robin Hooda (1976) jako szeryf Nottingham
- Czarna niedziela (1977) jako mjr David Kabakov
- Głębia (1977) jako Romer Treece
- Komandosi z Navarony (1978) jako mjr Keith Mallory
- Ekspres pod lawiną (1979) jako gen. Marenkov